# Juice Newton
Judy Kay "Juice" Newton (Lakehurst, Nueva Jersey; 18 de febrero de 1952) es una cantante de música country, compositora y guitarrista estadounidense.
Hasta la fecha, ha recibido cinco nominaciones a los Premios Grammy en la categoría de pop y country en 1983, así como un premio ACM para los Top New Female Artist y dos Billboard por la artista femenina del año, los que ha ganado de forma consecutiva. Tiene varios discos de oro y de platino, incluyendo Juice, Quiet Lies y su primer álbum de Greatest Hits (grandes éxitos). Durante los años 1980, Newton colocó 14 éxitos en el Top-10 en el Billboard Country, AC y éxitos en Hot 100, con muchas de las grabaciones alcanzando éxito y seis canciones llegando a la posición número 1.[cita requerida]

## Inicios
Se graduó en la First Colonial High School en Virginia Beach, Virginia. En la década de 1970, Newton, Otha Young y Tom Kealey formaron una banda la cual llamaron Juice Newton and Silver Spur que firmó con RCA Records. Lanzaron dos álbumes de RCA en 1975 y 1976, y consiguió colocar solo un sencillo country en las primeras posiciones con "Love Is a Word". La banda firmó con Capitol Records en 1977, pero se disolvió poco después de lanzar un álbum.[cita requerida]
A finales de 1977, Newton se marchó en solitario (pero se mantuvo con Capitol Records) aunque Silver Spur seguiría siendo el nombre de su banda de acompañamiento hasta el año 1982. Más tarde en 1977, "It's a Heartache" se convirtió en el primer disco en solitario de Newton y en un gran éxito en México, donde con el tiempo fue certificado como disco de oro. En 1978, Newton lanzó la canción en los Estados Unidos, y se convirtió en el primero de sus 11 "Hot 100" hits del pop. También en 1978 la versión de "The Carpenters" de la canción de Newton/Young Sweet, Sweet Smile alcanzó el Top 10 tanto en los Country y Adult Contemporary charts, y número 44 en el Hot 100 chart.[cita requerida]
En 1981, se lanzó el tercer álbum en solitario de Newton, titulado simplemente Juice. Generó tres éxitos pop consecutivos del Top-10: "Angel of the Morning" (escrito por Chip Taylor), "Queen of Hearts" y una versión actualizada de "The Sweetest Thing (I've Ever Known)" (la versión original apareció en el álbum debut de Silver Spur de 1975), que le dio a Newton el primero de varios singles No. 1 de Country. Un cuarto sencillo, "Ride 'Em Cowboy", fue retirado de Juice en 1984 para respaldar el primer álbum de Greatest Hits de Newton y llegó al Top 40 de la lista de Billboard Country. El video de Newton para "Angel of the Morning" fue el primer video de música country que se emitió en MTV y el 40° vídeo que se emitió en el canal en general. Newton fue la tercera solista femenina en presentarse por primera vez en MTV, después de los vídeos de Pat Benatar y Carly Simon.
Juice vendió más de un millón de copias en los Estados Unidos y se convirtió en Triple-Platino (300,000 copias) en Canadá. "Angel of the Morning" y "The Sweetest Thing (I've Ever Known)" alcanzaron el número 1 en la lista Billboard Adult Contemporary, donde Newton figuraría regularmente durante los próximos años. En 1982, Newton recibió dos nominaciones a los premios Grammy a Mejor Vocalista: una por "Angel of the Morning" en la categoría Pop, y otra por "Queen of Hearts" en Country.

## Discografía

### Con Silver Spur
- 1975: Juice Newton & Silver Spur
- 1976: After the Dust Settles
- 1977: Come to Me

### Álbumes de estudio
- 1978: Well Kept Secret
- 1979: Take Heart
- 1981: Juice
- 1982: Quiet Lies
- 1983: Dirty Looks
- 1984: Can't Wait All Night
- 1985: Old Flame
- 1987: Emotion
- 1989: Ain't Gonna Cry
- 1998: The Trouble with Angels
- 1999: American Girl
- 2010: Duets: Friends & Memories

### Recopilaciones
- 1984: Greatest Hits
- 1994: Emotions
- 1998: Anthology
- 2002: Country Classics
- 2011: The Ultimate Hits Collection

### Álbumes en vivo
- 2002: Every Road Leads Back to You

## Deadpool
En la película de 2016 del personaje de Marvel, el director Tim Miller decidió que la pista para el comienzo del filme se usara la canción de Juice Newton «Angel of the Morning» razón por la que su búsqueda en Internet, especialmente el video en Youtube, aumentó considerablemente.

## Una Joven Prometedora
Tambíén se dio a conocer con Promising Young Woman, interpretado por Carey Mulligan, al ser la B.S.O que se utilizó al finalinal de la película y tuvo un rotundo éxito por su polémico final.